# インタースティシャルウェブページ
インタースティシャルウェブページ (英: interstitial webpage)は、ウェブ上では予想されるコンテンツページの前後に表示されるウェブページであり、多くの場合、広告を表示したり、ユーザーの年齢を確認したりする（年齢制限のある資料を表示する前）。ほとんどのインタースティシャル広告は、広告サーバによって配信される。これらは、EUのデータ保護指令によって設定されたCookie同意ページ指令とは異なる。
ユーザーがアクセスしようとしているコンテンツを表示する前に、中間ページを強制的に挟んでオンライン広告を表示するような手法に異議を唱えている。

## インタースティシャルの意味
この文脈では、「インタースティシャル」は「中間」の意味で使用される。インタースティシャルウェブページは、参照元ページと参照先ページの間で表示される。インタースティシャルページは、あるページから次のページに遷移する際に、ユーザーに追加情報を提供するために強制的にページが挿入されるよう機能するという点で、単に別のページに直接リンクするページとは異なる。
デジタルマーケティングでは、「インタースティシャル」という用語は、「インタースティシャルウェブページ」ではなく、インタースティシャル広告の意味で使用される。インタースティシャル広告がインタースティシャルウェブページの形態で配信されるとは限らないため、混乱が生じる可能性がある。 IABが主導して定められた標準によれば、インタースティシャル（ページ間広告とも呼ばれる）は、別のウェブページに表示することも、宛先ページのオーバーレイとして簡単に表示することもできる。 さらに、モバイルマーケティングアソシエーション（MMA）によって作成されたモバイル広告ガイドラインには、ウェブページではなくアプリケーションに統合されたアプリ内インタースティシャル広告が含まれている。 

## 回避
多くのインタースティシャルページは、 NoScriptとアドブロックによって回避できる。